# Podbreže
Podbreže so naselje v Občini Sežana.